# Evin (Téhéran)
Pour les articles homonymes, voir Evin.

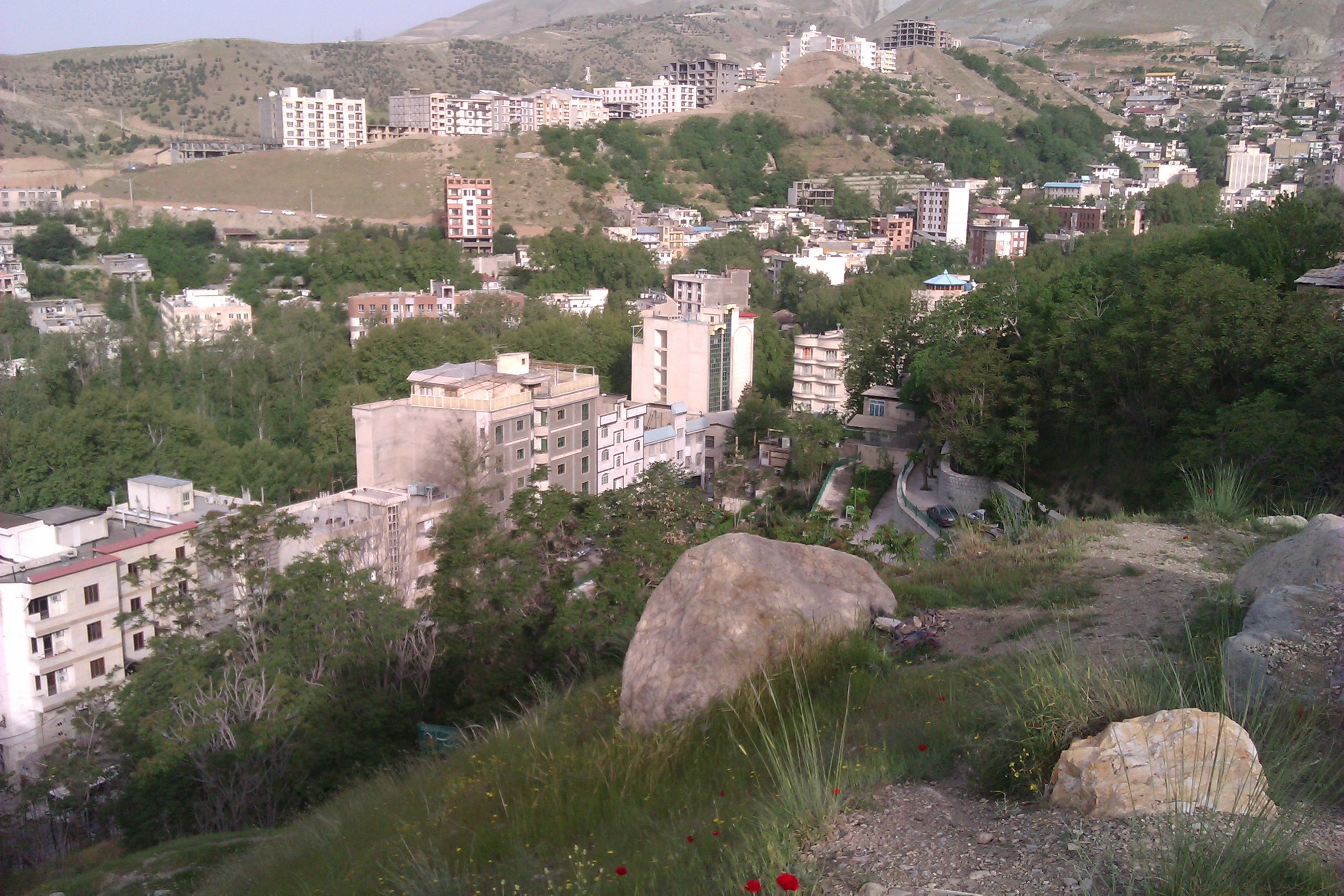
Evin, Téhéran

Evin est un quartier au nord de Téhéran. Le quartier se compose d'une ancienne section avec de vergers et de jardins de vieilles maisons. Il est adjacent au campus de l'Université Shahid Beheshti. Le site est connue pour la Prison d'Evin, un centre de détention connu pour les atrocités commises contre les prisonniers politiques, tant avant 1979 que pendant la période post-révolutionnaire.